# Школа екстернів (Київ)
Ліцей "Школа екстернів"  — перша у Києві школа, де відбувається навчання екстерном.

## Історія
Школу було створено як альтернативу звичайній для дітей, які з деяких причин (зайняття спортом або творчістю, хвороба, робота батьків за кордоном, навчання у гуртках тощо) не можуть навчатися разом із усіма. У школі діють дистанційна, заочна й екстернатна форми навчання

## Особливості
У київському ліцеї "Школа екстернів" виділяється 12 особливостей, у тому числі ті, що відрізняють навчання екстерном у цій школі у порівнянні зі звичайною:
- заклад має індивідуальну та групову форми навчання;
- кожен учень має індивідуальний навчальний план;
- учителі Школи екстернів є для учнів консультантами, асистентами та тьюторами;
- термін підготовки до атестації : 
  - звичайний (пройти атестацію за один клас протягом одного навчального року),
  - прискорений (пройти атестацію за кілька класів протягом одного навчального року)
  - сповільнений (програму одного класу опанувати протягом кількох навчальних років), що визначається окремо для кожного учня;
- у Школі екстернів свідоцтва за 9 класів та атестати про повну загальну середню освіту можна отримати не лише влітку, але й взимку;
- порядок атестації передбачає настановчу сесію з навчальних предметів, самостійну роботу учнів за путівниками для екстернів (методичними рекомендаціями) та індивідуальні консультації з вчителями в школі, підсумковий контроль у вигляді підсумкових контрольних робіт;
- екстерни користуються путівником, де викладені поради щодо самостійної роботи, вимоги та рекомендації з кожного предмета, наведено атестаційні питання та перелік рекомендованої літератури;
- навчальні досягнення екстернів фіксуються у залікових книжках на аркушах особистих досягнень з кожного предмета;
- заочні класи об’єднують тих, для кого оптимальним є режим навчання у малій групі (9-12 учнів) та чиї професійні і додаткові заняття дозволяють відвідувати школу тричі на тиждень [8].

## Типи навчання
У школі діють три типи навчання: дистанційне, заочне, екстернат:
- дистанційне навчання передбачає відвідування учнем занять онлайн, здебільшого тричі на тиждень; навчання і контроль знань відбувається з використанням платформ Zoom і Google Classroom;
- заочне навчання (9-11 класи) проходить у невеликих групах у школі, переважно тричі на тиждень;
- екстернат (1-11 класи) передбачає повністю самостійне опанування матеріалу в будь-який зручний для екстерна час. Коли учень здобув певну частину знань з навчального плану, він зустрічається з учителем на індивідуальних консультаціях (зазвичай 2 або 3 рази на рік з одного предмету), здає деякі обов'язкові види робіт та допускається до написання підсумкової контрольної роботи (2 роботи на рік з одного предмету). Така форма навчання підходить для учнів, зайнятих у позашкільній діяльності (спорт, творчість), хто з певних причин не може відвідувати школу через стан здоров'я або тих, хто збирається опанувати навчальну програму у інші строки (два класи за один рік, один клас за два роки або ж і за звичайним темпом) [5].

У 2023-2024 навчальному році заочна форма навчання не діятиме, натомість існуватимуть дистанційні класи та проводитиметься набір на екстернатну форму навчання .